# Истро-румуни
Истро-румуни, или Истарски Власи или Истро-власи, односно Ћирибирци или Ћићи, представљају посебну романску заједницу, која живи на подручју Истре, у данашњој Хрватској. Заједница има око 1.200 припадника, највише у источним деловима Истре, подно планине Ћићарије, а преостали део живи у истарским приобалним градовима. Говоре истро-румунским језиком. Данас су многа истро-румунска села напуштена. Истро-румуни су знатним делом асимиловани и данас се махом изјашњавају као Хрвати. Ћићи нису званично признати као посебна национална мањина у Хрватској.
Појам Истро-румуни не би требало мешати са општим појмом Истро-романи (Истарски Романи), који се може односити на припаднике свих романских заједница у Истри, а поред Истро-румуна то су: романски староседеоци Истриоти и савремени истарски Италијани.

## Историја
Досељавање Ћића у Истру почиње крајем 14. века. Жејане (истро-румунски: Jeiǎn), једно од њихових главних насеља, помињу се 1395. године. Такође, српски извори из 1329. помињу Влахе у Истри. Међутим, већи део Ћића досељен је крајем 15. и почетком 16. века, позивом кнезова Франкопана. Порекло ових Ћића је северна Далмација, где су били познати као Морлаци (Црни Власи). Трагови њиховог говора још увек постоје између осталог на Крку.
Има више теорија око тога одакле и да ли је овај народ најпре досељен у Далмацију. Морлаци су највероватније припадници илирског племена Далмата који су романизовани током римске владавине. Међутим, неки лингвисти сматрају да су Ћићи досељени из Трансилваније, пошто је Црна смрт у 14. веку опустошила Истру. Други сматрају да су дошли из Србије. Историчар Павле Ивић пише да је велик број људи романског порекла можда населио Балкан дошавши са запада.
После Другог светског рата велик број Ћића протеран је са својих огњишта и насељен у Италију. Ћићи који су остали су били под притиском асимилицаје. Према неким изворима данас има око 5.000 Ћића у Истри, иако их према попису становништва из 1991. године има само 811. Осим тога, 22 особе су се изјасниле као Морлаци.
Последњих 50 година у Истри се одвијају миграције из унутрашњих делова полуострва у приобалне градове. Тако се већи број Ћића може наћи у Ријеци, Пули, Пазину и Опатији. Неки су отишли и у Америку.

## Језик
Ћићи говоре истро-румунским језиком. Тачан број говорника није познат, у УНЕСКО-вој Црвеној књизи (Red Book of Endangered Languages) помиње се број од између 500 до 1.000 особа. Данашњи истро-румунски се може описати као мешавина румунског, латинског и хрватског или српског језика.
Лингвисти не верују да ће језик још дуго опстати. Најбоље је сачуван у селу Жејане, које има око 140 становника. Јужно од Жејана постоје доста села са романским називима, али само је у неколико села истро-румунски још увек жив. Највеће од њих је Шушњевица (ир. Şuşńieviţe/Susńieviţa). Остала су Нова Вас (ир. Noselo), Јесеновик (ир. Sucodru), Кострчани (ир. Costârceån), Летај (ир. Letai) и Брдо (ир. Bârdo).
Према неким изворима постоји око 200-300 особа који говоре истро-румунским језиком у Њујорку. Мали број говорника постоји и у Флориди, Кливленду, Канади, Аустралији и Новом Зеланду.

## Религија
За разлику од осталих влашких народа на Балкану, који су православни, Ћићи су католичке вероисповести.

## Обичаји
Ћићи су познати по узгоју оваца, старим послом који су наставили и досељењем на подручје Ћићарије. Са својим стадима продирали су све до супротне обале Истре, према Поречу, где би се задржавали преко зиме и у пролеће се враћали. Сточарство је данас запуштено.
У Жејанама старе обичаје овог народа негује фолклорно друштво „Жејански звончари“. У првом месецу у време покладних обичаја звончари облаче на себе беле панталоне, морнарске мајице, шубу од овчије коже, клопоте (три звона), кумарак украшен разнобојним тракама које висе до тла. Уз препознатљиво поскакивање њихова звона звоне и терају зиму.